# ها وو هنگ
ها وو هنگ (به لاتین: Ha Wo Hang) یک منطقهٔ مسکونی در چین است که در هنگ کنگ واقع شده‌است.